# ديفيد إس. باري
ديفيد إس. باري (بالإنجليزية: David S. Barry)‏ هو صحفي أمريكي، ولد في 25 مايو 1859، وتوفي في 10 فبراير 1936.